# 胡健栋
胡健栋（1929年2月—2010年），男，江苏无锡人，中国通信电路与系统专家，曾任北京邮电学院院长、教授、博士生导师。